# 오퍼짓 유나이티드
상반된 개념의 창의적 융합이라는 뜻을 담은 기아의 디자인 철학이다.

## 상세
자연에서 영감을 얻고 서로 대조되는 요소를 조합하여 새롭고 미래지향적인 디자인을 창조한다는 개념을 담고 있다. 오퍼짓 유나이티드(Opposites United)는 인간을 위한 모빌리티와 환경적 지속가능성이라는 두 가지 영역을 양립하여 발전시키겠다는 디자인 방향을 담았다. 자연과 조화되는 대담함, 이유 있는 즐거운 경험, 미래를 향한 혁신적 시도, 인간의 삶을 위한 기술, 평온 속의 긴장감 등 5가지 속성을 담고 있다.

'자연과 조화되는 대담함'은 사람과 대자연의 상호작용에 기반을 두고 있으며, 자연에서부터 축적된 변화, 시간과 공간을 초월한 아름다움이 주는 에너지가 담겨있다.

'이유 있는 즐거운 경험'은 감성과 이성의 즐거운 융합을 바탕으로 선사하는 새로운 경험을 의미한다. 새로움에 대한 호기심을 시작으로 즐거운 상상을 현실화시키는 디자인 과정의 일환이다. 기아 모빌리티의 영감은 젊음과 다양성이다.

'미래를 향한 혁신적 시도'는 디자인에 대한 사고방식을 혁신적으로 발전시킴으로써 새로운 디자인을 지속적으로 선보이고 미래지향적인 고객 경험을 제공하기 위해 끊임없는 실험과 창의성을 진취적으로 주도해 나가자는 의지를 담았다.

'인간의 삶을 위한 기술'은 인간과 기계 사이의 긍정적인 상호작용을 촉진하기 위해 새로운 기술과 혁신을
수용한다는 의미를 담고 있다. 기아의 미래 모빌리티는 진보적 디자인이 구현될 수 있도록 차세대 사용자 경험을 바탕으로 둔다.

'평온 속의 긴장감'은 에너지가 느껴지는 동적인 상태와 완벽한 균형을 이루는 정적인 상태가 대비를 이루며 만들어내는 디자인적 미학을 뜻하며, 동적과 정적요소의 조화로 미래지향적인 감성을 제공한다.

## 같이 보기
EV6
K8
스포티지
EV9
니로
기아 EV NFT
기아 텔루라이드
셀토스
레이
쏘렌토
EV5
기아
현대자동차그룹